# Nyssaceae
Famille
Classification APG II (2003)
Classification APG III (2009)
Classification APG IV (2016)
Famille
Synonymes
- Davidiaceae Takht.[1]
- Mastixiaceae Van Tiegh.[1]
- Nyssaceae Dum.[1]
- incl. Harms[1]
- sous-famille Nyssoideae Arnott (préféré par BioLib)[1]

La famille des Nyssacées regroupe des plantes de l'ordre des Cornales, proche des Cornaceae. La famille comprend 22 espèces réparties en 5 genres :
- un arbre à feuilles caduques originaire de Chine qui formait la famille des Davidiaceae (nl) :
  - Davidia
- des arbres et arbustes originaires d'Asie et d Amérique du Nord :
  - Camptotheca
  - Diplopanax
  - Mastixia
  - Nyssa

## Étymologie
Le nom vient du genre Nyssa, qui, selon Charles Linné, est un nom de nymphe. « Il l'a appliqué par allusion à un arbre qui croît dans les lieux inondés de l'Amérique septentrionale ». 

## Classification
Dans la classification classique de Cronquist (1981) cette famille fait partie de l'ordre des Cornales.
Pour la classification phylogénétique APG II (2003), cette famille est optionnelle, pouvant être incorporée aux Cornaceae. 
En classification phylogénétique APG III (2009) cette famille est n’est pas différenciée et ses genres sont incorporés dans la famille Cornaceae.
En classification phylogénétique APG IV (2016) cette famille est de nouveau séparée des Cornaceae.

## Liste des genres
Selon BioLib (23 mai 2021) :
- Genres existants
  - Camptotheca (en) Decne.
  - Davidia (en) Baill.
  - Diplopanax (en) Hand.-Mazz.
  - Mastixia (en) Blume
  - Nyssa Gronov. ex L.

- Genres éteints
  - Eomastixia Chandler †
  - Retinomastixia Kirchheimer †
  - Tectocarya Kirchheimer †